# کول دی لانا
کول دی لانا (به ایتالیایی: Col di Lana) یک کوه در ایتالیا است. کول دی لانا ۲٬۴۶۲ متر بالاتر از سطح دریا واقع شده‌است.